# 大卫·布瑞利
大卫·布瑞利（英語：David Brearley，一位称“Brearly”，1745年6月11日—1790年8月16日）曾担任新泽西州最高法院法官，是新泽西州参加美利坚合众国制宪会议的5位代表之一，也是会议中组成的“推迟问题委员会”（英語：Committee on Postponed Parts）的主席，并最终在制订的《美利坚合众国宪法》上签字。

## 生平
布瑞利是一名反对议会专制主义者。美国独立战争爆发后，布瑞利担任新泽西州芒茅斯县军队上尉。此后他升任陆军上校。在1776年至1779年之间，他镇守在大陆军的新泽西防线，并参加布兰迪万战役、日耳曼敦战役和蒙茅斯战役。
1779年退役后，他继任罗伯特·莫里斯成为新泽西州最高法院主法官。之后他在著名的霍姆斯诉沃尔顿案（Holmes v. Walton, N.J. Supreme Court, 1780）中，主张司法官有权威去去决定一部法律是否违反宪法。1789年，布瑞利离任。
在1787年召开的美利坚合众国制宪会议上，布瑞利担任推迟问题委员会主席，该委员会旨在解决所有推迟予以讨论的问题，并负责主持制定最终文档。这个委员会讨论了一系列与税赋、宣战、专利和版权有关的问题以及与印第安土著部落之间的关系和由本杰明·富兰克林提议的有关税收法案只能由众议院提出这一妥协等。他们处理的最大问题与总统选举有关，詹姆斯·麦迪逊之后也是在委员会助力下起草最终妥协方案。他们修改了此前的选举团选举总统的方案，并对麦迪逊认为“20次会有19次出现”的：“如果没有候选人获得过半数票，应该如何决定总统人选”给出了解决方案。该委员会也将总统任期从7年缩短到4年，并允许连任；把弹劾案件的审判权由法院改为参议院。他们还设立了副总统一职，其唯一的作用，只是在总统无法履行职责时，代理其职务以及主持一些参议院的日常工作。委员会还将一些重要权力从参议院移交给了总统，如任命大使和缔结条约等（但均须参议院批准）。在美利坚合众国宪法上签字后，布瑞利领导新泽西州委员会批准了宪法。
1789年，布瑞利成为美国选举人团成员；并在1789年9月25日，经总统乔治·华盛顿提名，担任第一任美国联邦法院新泽西州地区法院法官。1789年9月25日，这一任命经参议院批准并于次日生效。数月后，他因病在任上去世。

## 去世及纪念
布瑞利葬于新泽西州首府特伦顿的圣迈克教堂。
在新泽西州的肯纳尔沃斯堡，有一所以他命名的中学，称为“大卫·布瑞利中学”。在威斯康辛州的麦迪逊市中也有一条以他命名的“布瑞利街”。

## 外部連結
- Biography
- From NARA （页面存档备份，存于）
- Colonial Hall Biography （页面存档备份，存于）
- David Brearley at Find a Grave （页面存档备份，存于）